# Episodi di Rebel
La prima e unica stagione della serie televisiva Rebel, composta da 10 episodi, è stata trasmessa negli Stati Uniti dal canale ABC dall'8 aprile 2021 al 10 giugno 2021.
| n  | Titolo originale             | Titolo italiano              | Prima TV USA   | Prima TV Italia |
| -- | ---------------------------- | ---------------------------- | -------------- | --------------- |
| 1  | Pilot                        | Pilota                       | 8 aprile 2021  |                 |
| 2  | Patient X                    | Paziente X                   | 15 aprile 2021 |                 |
| 3  | Superhero                    | Supereroe                    | 22 aprile 2021 |                 |
| 4  | The Right Thing              | La cosa giusta               | 6 maggio 2021  |                 |
| 5  | Heart Burned                 | Cuore ardente                | 13 maggio 2021 |                 |
| 6  | Just Because You're Paranoid | Solo perché sei paranoica    | 20 maggio 2021 |                 |
| 7  | Race                         | La corsa                     | 27 maggio 2021 |                 |
| 8  | It's all about the chemistry | È tutta questione di chimica | 3 giugno 2021  |                 |
| 9  | Trial day                    | Dia Do Julgamento            | 10 giugno 2021 |                 |
| 10 | 36 hours                     | 36 ore                       | 10 giugno 2021 |                 |